# Murray Moston
Murray Moston (New York, 12 giugno 1919 – New York, 29 novembre 1998) è stato un attore statunitense.

## Biografia
Attivo principalmente negli anni '70/80, è noto per aver partecipato ad alcuni film di Martin Scorsese, come Alice non abita più qui, New York New York, Mean Streets e Taxi Driver (in questi ultimi due titoli, è curiosamente accreditato come Murray Mosten). Ha recitato inoltre nei film La febbre del sabato sera di John Badham e Il prestanome di Martin Ritt.

## Filmografia
- Il gufo e la gattina (The Owl and the Pussycat), regia di Herbert Ross (1970)
- Mean Streets - Domenica in chiesa, lunedì all'inferno (Mean Streets), regia di Martin Scorsese (1973)
- Alice non abita più qui (Alice doesn't live here anymore), regia di Martin Scorsese (1974)
- La giungla del disco (That's the Way of the World), regia di Sig Shore (1975)
- Taxi Driver, regia di Martin Scorsese (1976)
- Il prestanome (The Front), regia di Martin Ritt (1977)
- New York New York, regia di Martin Scorsese (1977)
- Contract on Cherry Street, film TV, regia di William A. Graham (1977)
- La febbre del sabato sera (Saturday Night Fever), regia di John Badham (1977)
- Rapsodia per un killer (Fingers), regia di James Toback (1978)
- Star's Lovers (Exposed), regia di James Toback (1983)
- Fuori orario (After Hours), regia di Martin Scorsese (1985)
- Smoke, regia di Wayne Wang (1995)

## Doppiatori italiani
- Mario Milita in Taxi Driver[1]
- Silvio Spaccesi in Alice non abita più qui[2]
- Sergio Fiorentini in New York New York[3]
- Mario Bardella in Fuori orario[4]